# Calcio Montebelluna 1985-1986
Questa voce raccoglie le informazioni riguardanti il Calcio Montebelluna nelle competizioni ufficiali della stagione 1985-1986.

## Rosa
| N. |                   | Ruolo | Calciatore           |
| -- | ----------------- | ----- | -------------------- |
|    | Italia (bandiera) | A     | Fulvio Antonello     |
|    | Italia (bandiera) | D     | Edoardo Bandiera     |
|    | Italia (bandiera) | C     | Massimo Beghetto     |
|    | Italia (bandiera) | C     | Gianni Biancuzzi     |
|    | Italia (bandiera) | D     | Renzo Bonato         |
|    | Italia (bandiera) | A     | Franco Bressan       |
|    | Italia (bandiera) | D     | Franco Calzamatta    |
|    | Italia (bandiera) | C     | Andrea Caverzan      |
|    | Italia (bandiera) | P     | Leonardo Cortiula    |
|    | Italia (bandiera) | C     | Ferdinando Fornasier |

| N. |                   | Ruolo | Calciatore        |
| -- | ----------------- | ----- | ----------------- |
|    | Italia (bandiera) | D     | William Gobbato   |
|    | Italia (bandiera) | C     | Roberto Merlo     |
|    | Italia (bandiera) | C     | Giuseppe Niero    |
|    | Italia (bandiera) | P     | Paolo Oliviero    |
|    | Italia (bandiera) | C     | Carlo Osellame    |
|    | Italia (bandiera) | D     | Maurizio Penello  |
|    | Italia (bandiera) | A     | Ernestino Ramella |
|    | Italia (bandiera) | A     | Renzo Sartor      |
|    | Italia (bandiera) | C     | Oliviero Zorzetto |